# 2С21 «Мста-К»
2С21 «Мста-К» — радянська дослідна дивізійна 152-мм самохідна гаубиця. Розроблена в горьковському ЦНДІ «Буревісник» на базі дослідного вантажного автомобіля КрАЗ-6316. Головний конструктор проекту — Л. П. Дук. Роботи зупинені в 1987 році в зв'язку з недоцільністю подальших доробок базового шасі САУ. У деяких джерелах помилково називається індекс 2С27.

## Історія створення
У 1970-ті роки на озброєння СРСР надійшли нові самохідні артилерійські установки, завдяки яким було ліквідовано відставання радянської артилерії від артилерії країн НАТО. У той же час проведені дослідження показали необхідність докорінної модернізації радянської системи ракетно-артилерійського озброєння та до початку 1980-х років були розпочаті роботи по створенню самохідних артилерійських установок наступного покоління: 2С17 — для батальйонної ланки, 2С18 — для полкової, 2С19 — для дивізійної. Всі самохідні установки традиційно базувалися на гусеничних шасі різної вагової категорії, проте в той же час увагу Міністерства оборони СРСР було звернуто на колісні САУ. Використання таких самохідних артилерійських установок на території з добре розвиненою дорожньою мережею давало істотні тактичні переваги перед гусеничними САУ (збільшувалася швидкість переміщення і з'являлася можливість швидкого відходу від вогню противника).
У 1982 році Центральний науково-дослідний інституту «Буревісник» провів НДР під найменуванням «Шасі», за результатами якої було обґрунтовано можливість створення 152-мм самохідної артилерійської установки на базі вантажного автомобіля Урал-5323. У той же час під шифром «Відкриття» велася ОКР по створенню перспективного сімейства вантажних автомобілів. В рамках цих робіт Кременчуцький автомобільний завод виготовив і випробував експериментальну вантажівку-тягач КрАЗ-3130-ЧР. У період з 1983 по 1984 рік Уральський автомобільний завод і Виробниче об'єднання «Барикади» виготовили і провели випробування експериментального зразка 152-мм самохідної гаубиці на шасі вантажного автомобіля Урал-5323, проте як базове було вибрано шасі КрАЗ-3130-ЧР. Отримані опрацювання лягли в основу ДКР під назвою «Мста-К» (індекс ГРАУ — 2С21).

| Порівняльна таблиця ТТХ пропонованих шасі для САУ 2С21 |           |           |
| Модель автомобіля                                      | Урал-5323 | КрАЗ-6316 |
| Основні зарактеристики                                 |           |           |
| Повна вага, т                                          | 19,25     | 30,7      |
| Вантажопідйомність, т                                  | 9         | 15        |
| Кліренс, мм                                            | 400       | 370       |
| Рухливість                                             |           |           |
| Колісна формула                                        | 8x8       | 8x8       |
| Потужність двигуна, к.с.                               | 260       | 450       |
| Максимальна швидкість по шосе, км/год                  | 80        | 85        |
| Контрольна витрата палива, л/100 км                    | 40        | 45        |
| Запас ходу по шосе, км                                 | 1240      | 1000      |
| Брід, м                                                | 1,75      | 1,6       |

Офіційно роботи зі створення 152-мм дивізіонної самохідної колісної гаубиці були розпочаті в 1985 році відповідно до рішення Військово-промислової комісії від 14 серпня і наказом Міністерства оборонної промисловості від 30 серпня. Основні роботи велися у відділенні № 2 ЦНДІ «Буревісник» під керівництвом Л. П. Дука, розрахунки по визначенню оптимальної схеми стійкості проводилися у відділенні № 4 під керівництвом М. М. Худкова. До 1987 року був закінчений технічний проект нової самохідної гаубиці, а також виготовлений дослідний зразок на базі автомобіля КрАЗ-ЧР-3130, який отримав після доопрацювань позначення КрАЗ-6316. Однак, через необхідність суттєвого доопрацювання базового шасі для дотримання вимог, що пред'являлися Міністерством оборони до вантажівок КрАЗ-6316, Міністерство автомобільної промисловості прийшло до висновку про недоцільність подальших робіт в напрямку створення 152-мм колісних самохідних гаубиць. 17 жовтня 1987 Військово-промисловою комісією було прийнято рішення про припинення робіт по САУ 2С21 «Мста-К».

## Опис конструкції
Шасі САУ 2С21 представляло собою вантажний автомобіль виконаний за безкапотною схемою. У передній частині САУ перебувала броньовані кабіна, створена на базі автомобіля КрАЗ-260. Основною відмінністю кабіни КрАЗ-6316 від КрАЗ-260 була відсутність моторного відсіку і оперення, а також встановлений в передній частині радіатор охолодження. За кабіною розмішався багатопаливний V-подібний 12-циліндровий дизельний двигун ЯМЗ-8425. У задній частині САУ встановлювалася броньована башта кругового обертання зі зброєю, а також відкидні опорні сошники. Всі елементи самохідної гаубиці розміщувалися на нерозрізній рамі. Ходова частина 2С21 складалася з чотирьох мостів. Всі мости ведучі, передні — керовані. Як основне озброєння використовувалася 152-мм нарізна гаубиця, уніфікована по балістичних характеристиках з гаубицею 2А64, яка встановлюється на САУ 2С19.

### Постріли
| Номенклатура боєприпасів    |                |                 |                  |                             |                          |                                 |                                    |
| Індекс пострілу             | Індекс снаряду | Індекс заряду   | Вага снаряду, кг | Вага Вр, кг                 | Марка детонатору         | Начальная скорость снаряда, м/с | Максимальна дальність пострілу, км |
| Касетні                     |                |                 |                  |                             |                          |                                 |                                    |
| 3ВО13                       | 3-О-13         | 54-ЖН-546       | 41,4             | 8×0,23                      | ДТМ-75                   |                                 | 14,5                               |
| 3ВО14                       | 3-О-13         | 54-Ж-546У       | 41,4             | 8×0,23                      | ДТМ-75                   |                                 | 11                                 |
| 3ВО28                       | 3-О-23         | 4Ж61            | 42,8             | 40×0,042                    |                          |                                 | 21                                 |
| 3ВО29                       | 3-О-23         | 54-ЖН-546       | 42,8             | 40×0,042                    |                          |                                 |                                    |
| 3ВО30                       | 3-О-23         | 54-Ж-546У       | 42,8             | 40×0,042                    |                          |                                 | 14                                 |
| Осколково-фугасні           |                |                 |                  |                             |                          |                                 |                                    |
| 53-ВОФ-546                  | 53-ОФ-540(Ж)   | 54-ЖН-546/4Ж38  | 43,56            | 5,86                        | РГМ-2, В-90, Д-1-У, АР-5 | 669                             | 17,8                               |
| 53-ВОФ-546У                 | 53-ОФ-540(Ж)   | 54-Ж-546У       | 43,56            | 5,86                        | РГМ-2, В-90, Д-1-У, АР-5 | 517                             | 13,59                              |
| 3ВОФ32(-1)                  | 3ОФ25          | 54-ЖН-546/4Ж38  | 43,56            | 6,88                        | РГМ-2, В-90, АР-5        | 669                             | 17,8                               |
| 3ВОФ33(-1)                  | 3ОФ25          | 54-Ж-546У       | 43,56            | 6,88                        | РГМ-2, В-90, АР-5        | 517                             | 13,59                              |
| 3ВОФ58(-1)                  | 3ОФ45          | 54-ЖН-546/4Ж38  | 43,56            | 7,65                        | РГМ-2, РГМ-2М            | 667                             | 19,4                               |
| 3ВОФ72(-1)                  | 3ОФ45          | 4Ж61            | 43,56            | 7,65                        | РГМ-2, РГМ-2М            | 810                             | 24,7                               |
| 3ВОФ73(-1)                  | 3ОФ45          | 54-Ж-546У       | 43,56            | 7,65                        | РГМ-2, РГМ-2М            | 516                             | 14,37                              |
| 3ВОФ91                      | 3ОФ61          | 4Ж61            | 43,56            | 7,8                         | РГМ-2, РГМ-2М            | 828                             | 29,06                              |
| 3ВОФ96                      | 3ОФ64          | 4Ж61            | 43,56            | 7,8                         | РГМ-2, РГМ-2М            | 810                             | 24,7                               |
| 3ВОФ97                      | 3ОФ64          | 54-ЖН-546/4Ж38  | 43,56            | 7,8                         | РГМ-2, РГМ-2М            | 667                             | 19,4                               |
| 3ВОФ98                      | 3ОФ64          | 54-Ж-546У       | 43,56            | 7,8                         | РГМ-2, РГМ-2М            | 516                             | 14,37                              |
| Керовані                    |                |                 |                  |                             |                          |                                 |                                    |
| 3ВОФ63                      | 3ОФ38          | 54-ЖН-546 (№ 1) | 49,5             | 8,5 (тротиловий еквівалент) |                          |                                 | 12                                 |
| 3ВОФ64                      | 3ОФ39          | 54-ЖН-546 (№ 1) | 50               | 6,3                         |                          |                                 | 20                                 |
| 3ВОФ66                      | 3ОФ38          | 54-Ж-546У       | 49,5             | 8,5 (тротиловий еквівалент) |                          |                                 | 8                                  |
| 3ВОФ93                      | 3ОФ39          | 54-Ж-546У       | 50               | 6,3                         |                          |                                 |                                    |
| Шрапнельні                  |                |                 |                  |                             |                          |                                 |                                    |
| 3ВШ2                        | 3Ш2            | 54-ЖН-546/4Ж38  | 43,56            |                             | ДТМ-75                   | 667                             | 17,75                              |
| 3ВШ5                        | 3Ш2            | 54-Ж-546У       | 43,56            |                             | ДТМ-75                   | 517                             | 13,59                              |
| Постановник перешкод КХ/УКХ |                |                 |                  |                             |                          |                                 |                                    |
| 3ВРБ36                      | 3РБ30(-1…8)    | 54-Ж-546У       | 43,56            | —                           |                          |                                 | 13,5                               |
| 3ВРБ37                      | 3РБ30(-1…8)    | 54-ЖН-546       | 43,56            | —                           |                          |                                 | 18                                 |
| 3ВРБ38                      | 3РБ30(-1…8)    | 4Ж61            | 43,56            | —                           |                          |                                 | 22                                 |

## Оцінка машини
|                                       | 2С19      | 2С21           |
| ------------------------------------- | --------- | -------------- |
| Бойова маса, т                        | 42        | не більше 30,7 |
| Тип шасі                              | гусеничне | колісне        |
| Потужність двигуна, к.с.              | 780       | 450            |
| Максимальна швидкість по шосе, км/год | 60        | 85             |
| Запас ходу по шосе, км                | 500       | 1000           |

У 1980-ті роки в СРСР робили спроби створення артилерійських комплексів на колісному шасі, був відкритий ряд робіт, серед яких були: 2С23 «Нона-СВК» — для батальйонної, 2С26 «Пат-К» — для полкової, 2С21 «Мста-К» — для дивізійної ланки, а також САУ 2С22 «Колба-3». Переведення самохідних артилерійських гармат з традиційного гусеничного шасі на колісне давав ряд переваг, серед яких було суттєве підвищення тактичних можливостей на театрі військових дій з добре розвиненою мережею автомобільних доріг. Завдяки істотному підвищенню швидкості переміщення по автострадах колісні САУ набагато швидше могли б виконувати поставлені завдання, а також змінювати вогневі позиції і уходити з-під вогню. Незважаючи на переваги, які отримували більшість робіт по колісним САУ було закрито, однією з причин послужила невиправдана складність і тривалість адаптації та доопрацювання базових шасі під вимоги, які пред'являлися Міністерством оборони СРСР. Єдиною колісною САУ яку було прийнято на озброєння Радянської армії стало батальйонна самохідна артилерійська установка 2С23. До ідеї створення колісної САУ бригадної ланки повернулося вже Міністерство оборони Росії в ході робіт над самохідним артилерійським установками «Коаліція-СВ». Крім гусеничного варіанту також ведуться роботи і над колісною версією САУ.
|                                           | СРСР 2С21      | ПАР G6    | Чехословаччина vz.77 | СФРЮ NORA-B |
| ----------------------------------------- | -------------- | --------- | -------------------- | ----------- |
| Роки розробки                             | 1984—1987      | 1981—1988 | 1970—1977            | 1992        |
| Бойова вага, т                            | не більше 30,7 | 36,5      | 29,25                | 30,62       |
| Екіпаж, осіб                              | 5              | 6         | 5                    | 5           |
| Калібр гармати, мм                        | 152,4          | 155       | 152,4                | 155         |
| Довжина ствола, клб.                      | 47             | 45        | 36,7                 | 45          |
| Кути ВН, град                             |                | −5…+75    | −4…+70               | −3…+50      |
| Кути ГН, град                             |                | 80        | 90                   | 80          |
| Боєкомплект, пострілів                    |                | 44        | 40—60                | 36          |
| Максимальна дальність стрільби ОФС, км    | 24,7           | 30        | 18,5                 | 29,4        |
| Максимальна дальність стрільби АР ОФС, км | 29,06          | 37,5      | 28,23                | 38,9        |
| Вага ОФС, кг                              | 43,56          | 45,5      | 43,56                |             |
| Максимальна швидкість по шосе, км/год     | 85             | 90        | 80                   | 80          |
| Запас ходу по шосе, км                    | 1000           | 400       | 600                  | 500         |

Крім СРСР, тема дивізійно-армійських артилерійських комплексів на колісному шасі опрацьовувалася і в інших країнах-членах Варшавського договору. У Чехословаччині на базі вантажного автомобіля Tatra T815 була розроблена 152-мм самохідна гармата-гаубиця vz.77 «Дана». На озброєння Чехословаччини vz. 77 була прийнята в 1977 році, а з 1981 року було розпочато її серійне виробництво. САУ мала масивну броньовану башту з озброєнням, встановлену в середній частині броньованого колісного шасі. Для стійкої стрільби САУ vz. 77 обладнана відкидними сошниками. Основним озброєнням є 152-мм гармата-гаубиця з балістикою аналогічною до гармат-гаубиць 2С3 і Д-20. Незважаючи на ряд недоліків у вигляді обмеженого кута горизонтального обстрілу, істотно більшого часу переведення з похідного в бойове положення, а також гіршої якості виготовлення, ніж у самохідної гаубиці 2С3, vz. 77 мала набагато меншу ціну і більшу мобільність. У порівнянні з 2С21 до моменту прийняття на озброєння САУ «Дана» оснащувалася гарматами із застарілою балістикою, що дозволяло вести стрільбу стандартним осколково-фугасним снарядом типу 53-ОФ-540 всього на 18,5 км (проти 24,7 у 2С21). Для vz. 77 також був розроблений активно-реактивний снаряд, який збільшив максимальну дальність стрільби до 28,23 км, пізніше була розроблена модифікація під позначенням Ondava з гарматою нової балістики і довжиною ствола у 47 калібрів, однак, далі дослідного зразка її виробництво не пішло.
Ще однією аналогічною розробкою є 155-мм самохідна гаубиця G6. Основним завданням, яке вирішували конструктора ПАР при проектуванні G6, було надання прийнятої на озброєння буксируваній гаубиці G5 мобільності на рівні бойової машини піхоти OMC «Ratel». Розробка САУ G6 велася з 1981 по 1987 роки, а з 1988 розпочато серійне виробництво. Як і аналоги, G6 є броньованим колісним шасі, на якому встановлені броньована поворотна башта з основним озброєнням. У порівнянні з самохідної гаубицею 2С21 САУ G6 володіє гарматою з кращою балістикою, що дозволяє вести стрільбу стандартними осколково-фугасними снарядами на дальності до 30 км, а снарядами з  донним газогенератором до 37,5 км.
Пізніше, вже в 1990-і і 2000-і роки колісні самохідні гаубиці придбали певну популярність на ринку озброєння, так в 1992 році Югославія розробила 155-мм самохідну гаубицю NORA-B, в 1994 році французька військово-промислова компанія Giat Industries продемонструвала дослідний зразок САУ CAESAR. У 2000-і свої варіанти колісних 155-мм САУ були розроблені в Швеції та Ізраїлі.

### Виноски
1. ↑  На максимальному заряді.
2. ↑  Без ведення стрільби є можливість обертати башту на 360°.
3. ↑  При стрільбі прямою наводкою кут горизонтального наведення складає 225°.